# 巴倫廷·巴爾科
巴倫廷·巴爾科（西班牙語：Valentín Barco；2004年7月23日—）是一名阿根廷的職業足球運動員，司職左後衛。現效力法甲球隊斯特拉斯堡競賽會。阿根廷國家足球隊成員。